# Lombardia Trophy 2021
Lombardia Trophy 2021 – pierwsze zawody łyżwiarstwa figurowego z cyklu Challenger Series 2021/2022. Zawody rozgrywano od 10 do 12 września 2021 roku w hali Ice Lab w Bergamo.
W konkurencji solistów zwyciężył reprezentanta gospodarzy Daniel Grassl, zaś w konkurencji solistek Amerykanka Alysa Liu. Wśród par tanecznych triumfowali reprezentanci Włoch Charlène Guignard i Marco Fabbri, natomiast w konkurencji par sportowych triumf odnieśli ich rodacy Nicole Della Monica i Matteo Guarise.

## Rekordy świata
| Rekordy świata (GOE±5) na moment rozpoczęcia zawodów (stan na 10 września 2021): | Rekordy świata (GOE±5) na moment rozpoczęcia zawodów (stan na 10 września 2021): | Rekordy świata (GOE±5) na moment rozpoczęcia zawodów (stan na 10 września 2021): | Rekordy świata (GOE±5) na moment rozpoczęcia zawodów (stan na 10 września 2021): | Rekordy świata (GOE±5) na moment rozpoczęcia zawodów (stan na 10 września 2021): | Rekordy świata (GOE±5) na moment rozpoczęcia zawodów (stan na 10 września 2021): |
| Konkurencja                                                                      | Segment                                                                          | Zawodnicy                                                                        | Punkty                                                                           | Zawody                                                                           | Data                                                                             |
| -------------------------------------------------------------------------------- | -------------------------------------------------------------------------------- | -------------------------------------------------------------------------------- | -------------------------------------------------------------------------------- | -------------------------------------------------------------------------------- | -------------------------------------------------------------------------------- |
| Soliści                                                                          | Nota łączna                                                                      | Nathan Chen                                                                      | 335,30                                                                           | Finał Grand Prix 2019                                                            | 7 grudnia 2019                                                                   |
| Soliści                                                                          | Program dowolny                                                                  | Nathan Chen                                                                      | 224,92                                                                           | Finał Grand Prix 2019                                                            | 7 grudnia 2019                                                                   |
| Soliści                                                                          | Program krótki                                                                   | Yuzuru Hanyū                                                                     | 111,82                                                                           | Mistrzostwa czterech kontynentów 2020                                            | 7 lutego 2020                                                                    |
| Solistki                                                                         | Nota łączna                                                                      | Alona Kostornoj                                                                  | 247,59                                                                           | Finał Grand Prix 2019                                                            | 7 grudnia 2019                                                                   |
| Solistki                                                                         | Program dowolny                                                                  | Aleksandra Trusowa                                                               | 166,62                                                                           | Skate Canada International 2019                                                  | 26 października 2019                                                             |
| Solistki                                                                         | Program krótki                                                                   | Alona Kostornoj                                                                  | 85,45                                                                            | Finał Grand Prix 2019                                                            | 6 grudnia 2019                                                                   |
| Pary sportowe                                                                    | Nota łączna                                                                      | Sui Wenjing / Han Cong                                                           | 234,84                                                                           | Mistrzostwa świata 2019                                                          | 21 marca 2019                                                                    |
| Pary sportowe                                                                    | Program dowolny                                                                  | Sui Wenjing / Han Cong                                                           | 155,60                                                                           | Mistrzostwa świata 2019                                                          | 21 marca 2019                                                                    |
| Pary sportowe                                                                    | Program krótki                                                                   | Aleksandra Bojkowa / Dmitrij Kozłowskij                                          | 82,34                                                                            | Mistrzostwa Europy 2020                                                          | 22 stycznia 2020                                                                 |
| Pary taneczne                                                                    | Nota łączna                                                                      | Gabriella Papadakis / Guillaume Cizeron                                          | 226,61                                                                           | NHK Trophy 2019                                                                  | 23 listopada 2019                                                                |
| Pary taneczne                                                                    | Taniec dowolny                                                                   | Gabriella Papadakis / Guillaume Cizeron                                          | 136,58                                                                           | NHK Trophy 2019                                                                  | 23 listopada 2019                                                                |
| Pary taneczne                                                                    | Taniec rytmiczny                                                                 | Gabriella Papadakis / Guillaume Cizeron                                          | 90,03                                                                            | NHK Trophy 2019                                                                  | 22 listopada 2019                                                                |

## Wyniki

### Soliści
| Poz. | Zawodnik                     | Nota łączna | SP  | SP    | FS  | FS     |
| ---- | ---------------------------- | ----------- | --- | ----- | --- | ------ |
| 1    | Daniel Grassl                | 247,80      | 5   | 74,26 | 1   | 173,54 |
| 2    | Adam Siao Him Fa             | 237,39      | 2   | 80,54 | 3   | 156,85 |
| 3    | Moris Kwitiełaszwili         | 236,18      | 4   | 76,52 | 2   | 159,66 |
| 4    | Władimir Litwincew           | 218,80      | 1   | 80,83 | 5   | 137,97 |
| 5    | Tomoki Hiwatashi             | 213,11      | 9   | 66,69 | 4   | 146,42 |
| 6    | Romain Ponsart               | 204,39      | 3   | 78,23 | 10  | 126,16 |
| 7    | Arlet Levandi                | 198,67      | 11  | 63,67 | 6   | 135,00 |
| 8    | Aleksandr Selevko            | 197,71      | 7   | 68,78 | 7   | 128,93 |
| 9    | Davide Lewton Brain          | 193,02      | 8   | 67,36 | 11  | 125,66 |
| 10   | Konstantin Milukow           | 192,41      | 10  | 65,08 | 8   | 127,33 |
| 11   | Adrien Tesson                | 190,12      | 14  | 63,07 | 9   | 127,05 |
| 12   | Nikita Starostin             | 187,74      | 6   | 69,02 | 14  | 118,72 |
| 13   | Maurizio Zandron             | 184,73      | 12  | 63,47 | 13  | 121,26 |
| 14   | Graham Newberry              | 182,33      | 16  | 60,60 | 12  | 121,73 |
| 15   | Tomás Llorenç Guarino Sabaté | 178,46      | 13  | 63,22 | 15  | 115,24 |
| 16   | Luc Maierhofer               | 167,46      | 15  | 62,90 | 16  | 104,56 |
| 17   | Matyáš Bělohradský           | 156,16      | 18  | 57,59 | 17  | 98,57  |
| 18   | Larry Loupolover             | 142,63      | 17  | 59,91 | 23  | 82,72  |
| 19   | Radoslav Marinov             | 141,23      | 19  | 54,93 | 20  | 86,30  |
| 20   | Matthew Samuels              | 140,07      | 22  | 41,91 | 18  | 98,16  |
| 21   | András Csernoch              | 136,03      | 20  | 50,38 | 21  | 85,65  |
| 22   | Máté Böröcz                  | 133,74      | 21  | 47,37 | 19  | 86,37  |
| 23   | Leon Auspurg                 | 117,58      | 23  | 34,80 | 22  | 82,78  |
| WD   | Jarosław Paniot              | DNS         | DNS | DNS   | DNS | DNS    |

### Solistki
| Poz. | Zawodniczka                 | Nota łączna | SP | SP    | FS  | FS     |
| ---- | --------------------------- | ----------- | -- | ----- | --- | ------ |
| 1    | Alysa Liu                   | 219,24      | 1  | 74,31 | 1   | 144,93 |
| 2    | Jekatierina Kurakowa        | 187,65      | 3  | 61,51 | 2   | 126,14 |
| 3    | Audrey Shin                 | 172,46      | 5  | 58,80 | 4   | 113,66 |
| 4    | Alexia Paganini             | 171,48      | 2  | 62,14 | 5   | 109,34 |
| 5    | Lara Naki Gutmann           | 166,98      | 18 | 48,65 | 3   | 118,33 |
| 6    | Yasmine Kimiko Yamada       | 165,39      | 4  | 58,89 | 7   | 106,50 |
| 7    | Lindsay van Zundert         | 163,36      | 6  | 57,90 | 8   | 105,46 |
| 8    | Sophia Schaller             | 159,08      | 9  | 52,45 | 6   | 106,63 |
| 9    | Regina Schermann            | 157,66      | 7  | 54,04 | 11  | 103,62 |
| 10   | Léa Serna                   | 156,66      | 14 | 51,36 | 9   | 105,30 |
| 11   | Eva-Lotta Kiibus            | 155,52      | 16 | 50,78 | 10  | 104,74 |
| 12   | Kristina Škuleta-Gromova    | 147,13      | 8  | 53,58 | 14  | 93,55  |
| 13   | Julia Sauter                | 146,84      | 11 | 52,08 | 12  | 94,76  |
| 14   | Maïa Mazzara                | 142,57      | 10 | 52,39 | 15  | 90,18  |
| 15   | Daša Grm                    | 141,21      | 13 | 51,80 | 16  | 89,41  |
| 16   | Stefanie Pesendorfer        | 140,97      | 22 | 46,85 | 13  | 94,12  |
| 17   | Ginevra Lavinia Negrello    | 140,93      | 12 | 51,89 | 17  | 89,04  |
| 18   | Nina Povey                  | 140,35      | 15 | 51,35 | 18  | 89,00  |
| 19   | Kristen Spours              | 134,25      | 23 | 46,28 | 19  | 87,97  |
| 20   | Nataly Langerbaur           | 128,55      | 24 | 45,52 | 20  | 83,03  |
| 21   | Bernadett Szigeti           | 127,54      | 20 | 47,95 | 21  | 79,59  |
| 22   | Ivelina Baycheva            | 126,45      | 17 | 49,22 | 23  | 77,23  |
| 23   | Anete Lāce                  | 124,10      | 19 | 48,16 | 24  | 75,94  |
| 24   | Antonina Dubinina           | 121,02      | 25 | 43,47 | 22  | 77,55  |
| 25   | Shaline Rüegger             | 115,55      | 26 | 42,67 | 26  | 72,88  |
| 26   | Oluša Gajdošová             | 114,13      | 27 | 40,61 | 25  | 73,52  |
| 27   | Ivett Tóth                  | 104,97      | 28 | 39,53 | 28  | 65,44  |
| 28   | Yae-Mia Neira               | 99,52       | 29 | 31,92 | 27  | 67,60  |
| 29   | Victoria Velarde            | 85,27       | 30 | 28,16 | 29  | 57,11  |
| 30   | Romana Kaiser               | 79,01       | 31 | 27,37 | 30  | 51,64  |
| 31   | Nayra Rosalia Junco Metzger | 50,11       | 32 | 15,99 | 31  | 34,12  |
| WD   | Nargiz Süleymanova          | DNF         | 21 | 47,19 | DNF | DNF    |

### Pary sportowe
Konkurencja par sportowych podczas Lombardia Trophy 2021 nie została zaliczona do klasyfikacji Challenger Series. Minimalna wymagana liczba par wynosi 5 z co najmniej 3 państw należących do Międzynarodowej Unii Łyżwiarskiej.
| Poz. | Zawodnicy                                         | Nota łączna | SP | SP    | FS | FS     |
| ---- | ------------------------------------------------- | ----------- | -- | ----- | -- | ------ |
| 1    | Nicole Della Monica / Matteo Guarise              | 188,10      | 1  | 72,35 | 2  | 115,75 |
| 2    | Laura Barquero / Marco Zandron                    | 184,94      | 2  | 65,12 | 1  | 119,82 |
| 3    | Rebecca Ghilardi / Filippo Ambrosini              | 172,68      | 3  | 61,91 | 3  | 110,77 |
| 4    | Cléo Hamon / Denys Strekalin                      | 152,20      | 5  | 51,42 | 4  | 100,78 |
| 5    | Sara Conti / Niccolò Macii                        | 150,22      | 4  | 57,54 | 6  | 92,68  |
| 6    | Coline Keriven / Noël-Antoine Pierre              | 139,99      | 6  | 48,09 | 7  | 91,90  |
| 7    | Camille Kovalev / Pavel Kovalev                   | 139,47      | 8  | 43,72 | 5  | 95,75  |
| 8    | Daria Danilova / Michel Tsiba                     | 133,87      | 7  | 45,14 | 8  | 88,73  |
| 9    | Dorota Broda / Pedro Betegón Martín               | 126,36      | 10 | 41,97 | 9  | 84,39  |
| 10   | Irma Angela Sofia Caldara / Riccardo Maria Maglio | 117,11      | 9  | 43,24 | 10 | 73,87  |

### Pary taneczne
| Poz. | Zawodnicy                                      | Nota łączna | RD | RD    | FD | FD     |
| ---- | ---------------------------------------------- | ----------- | -- | ----- | -- | ------ |
| 1    | Charlène Guignard / Marco Fabbri               | 205,36      | 1  | 82,05 | 1  | 123,31 |
| 2    | Laurence Fournier Beaudry / Nikolaj Sørensen   | 185,26      | 2  | 76,64 | 2  | 108,62 |
| 3    | Sara Hurtado / Kiriłł Chalawin                 | 180,98      | 3  | 72,65 | 3  | 108,33 |
| 4    | Christina Carreira / Anthony Ponomarenko       | 172,78      | 4  | 69,08 | 6  | 103,70 |
| 5    | Natálie Taschlerová / Filip Taschler           | 172,74      | 5  | 68,45 | 4  | 104,29 |
| 6    | Juulia Turkkila / Matthias Versluis            | 171,23      | 7  | 67,26 | 5  | 103,97 |
| 7    | Jennifer Janse van Rensburg / Benjamin Steffan | 165,35      | 8  | 65,97 | 7  | 99,38  |
| 8    | Jewgienija Łopariowa / Geoffrey Brissaud       | 157,43      | 6  | 67,43 | 12 | 90,00  |
| 9    | Loïcia Demougeot / Théo Le Mercier             | 153,43      | 10 | 62,61 | 11 | 90,82  |
| 10   | Anna Janowska / Ádám Lukács                    | 153,17      | 13 | 60,81 | 9  | 92,36  |
| 11   | Carolina Portesi Peroni / Michael Chrastecky   | 153,07      | 12 | 60,94 | 10 | 92,13  |
| 12   | Alicia Fabbri / Paul Ayer                      | 152,49      | 9  | 64,77 | 14 | 87,72  |
| 13   | Molly Cesanek / Yehor Yehorov                  | 151,76      | 14 | 58,75 | 8  | 93,01  |
| 14   | Julia Wagret / Pierre Souquet-Basiege          | 150,30      | 11 | 61,74 | 13 | 88,56  |
| 15   | Yuka Orihara / Juho Pirinen                    | 144,80      | 15 | 57,98 | 16 | 86,82  |
| 16   | Carolina Moscheni / Francesco Fioretti         | 140,56      | 16 | 53,64 | 15 | 86,92  |
| 17   | Mariia Ignateva / Danyil Semko                 | 129,91      | 18 | 51,96 | 17 | 77,95  |
| 18   | Emese Csiszér / Axel Lamasse                   | 127,13      | 17 | 52,43 | 18 | 74,70  |
| 19   | Jekatierina Kuzniecowa / Ołeksandr Kołosowskij | 121,45      | 20 | 48,43 | 19 | 73,02  |
| 20   | Mária Sofia Pucherová / Nikita Lysak           | 120,67      | 19 | 49,54 | 20 | 71,13  |